# Роибос
Роибос (лат. Aspalathus linearis) је жбунаста биљка из фамилије махунарки (Fabaceae), ендемична за финбосе Капске области. Назив биљке долази од назива на африканерском (rooibos, : [], црвени жбун). У процесу оксидовања, листови роибоса добијају црвену боју и потом се користе за припремање чаја.